# Bantustan

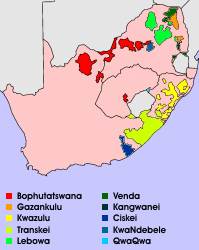
Karta över Sydafrikas bantustaner.

Bantustan eller hemländer (engelska: homelands) är en term med ursprung i apartheidtidens Sydafrika. Bantustaner var olika områden som den sydafrikanska regeringen hade givit självständighet eller autonomi. Idén var att alla sydafrikaner som enligt lag tillhörde den svarta rasgruppen skulle bli medborgare och ha rösträtt i dessa i enlighet med det styrande Nationalistpartiets strävan efter total rassegregation (apartheid). När apartheidsystemet avskaffades 1994 blev alla bantustaner åter administrativt integrerade i Sydafrika.
Man tillägnade drygt 13 % av Sydafrikas yta för bantustaner trots att en majoritet av Sydafrikas totala befolkning var svarta. Resten av Sydafrika skulle segregeras mellan de övriga tre rasgrupperna som erkändes i landets raslagar: Vita, indier och färgade (personer av både europeiskt och afrikanskt ursprung). Alla svarta folkgrupper skulle ha ett eget bantustan medan den största folkgruppen, xhosa, fick två (Transkei och Ciskei). I praktiken var samtliga bantustaner styrda av den sydafrikanska regeringen genom marionetthärskare.

## Etymologi
Begreppet bantustan kommer av ordet bantu som betyder folk på flera bantuspråk och suffixet stan, av persiskans ord för land. Till en början användes begreppet av apartheidförespråkare som med hänvisning till delningen av Indien försökte lansera det med en positiv innebörd. Allt eftersom vänsteroppositionen och apartheidmotståndare började använda begreppet i sin kritik skiftade nationalisterna till att enbart kalla områdena "hemländer".

## Historia
Grunden till bantustanerna lades efter att Daniel Malans nationalistregering drev igenom Bantu Authorities Act år 1951 som legaliserade tvångsdeportering av alla svarta till reservat med grund i personers stamtillhörighet. Stamhövdingar som vägrade finna sig i det nya systemet avsattes av militär och de sydafrikanska myndigheterna uppmuntrade bildandet av en svart social och politisk elit med intressen i att bevara systemet. År 1959 utökades bantustanernas befogenheter genom stiftandet av Promotion of Bantu Self-government Act. Denna lag fråntog svarta all kvarvarande folkrepresentation i övriga Sydafrika. I och med Bantu Homelands Citizenship Act år 1970 berövades alla svarta sitt sydafrikanska medborgarskap och blev istället medborgare i sina respektive bantustaner.
Mellan 1960-talet och 1980-talet fördrevs omkring 3,5 miljoner svarta sydafrikaner från sina hem till bantustaner. Trots att det politiska målet var att inte en enda svart person skulle bo kvar i övriga Sydafrika ledde bantustanernas totala ekonomiska beroende av apartheidregeringen till att de flesta svarta fortsatte huseras i kåkstäder utanför sina tilldelade områden. Hur individer som indelats i den svarta rasgruppen enligt sydafrikansk lag sedan indelades i stam- eller etnisk tillhörighet för att matcha en bantustan var i regel subjektivt, särskilt för dem vars föräldrar hade olika ursprung.
Inför det sydafrikanska parlamentsvalet 1987 erkände F.W. de Klerk att den sydafrikanska ekonomin i stort berodde på svarta afrikaners arbetskraft. 1989 blev de Klerk landets president och meddelade året därpå, som ett steg i apartheidsystemets avveckling, att bantustanerna inte längre skulle ses som självständiga. I regel gick införlivandet av bantustanerna i Sydafrika fredligt men i vissa uppmärksammade fall i Bophuthatswana och Ciskei gjorde de lokala eliterna motstånd.

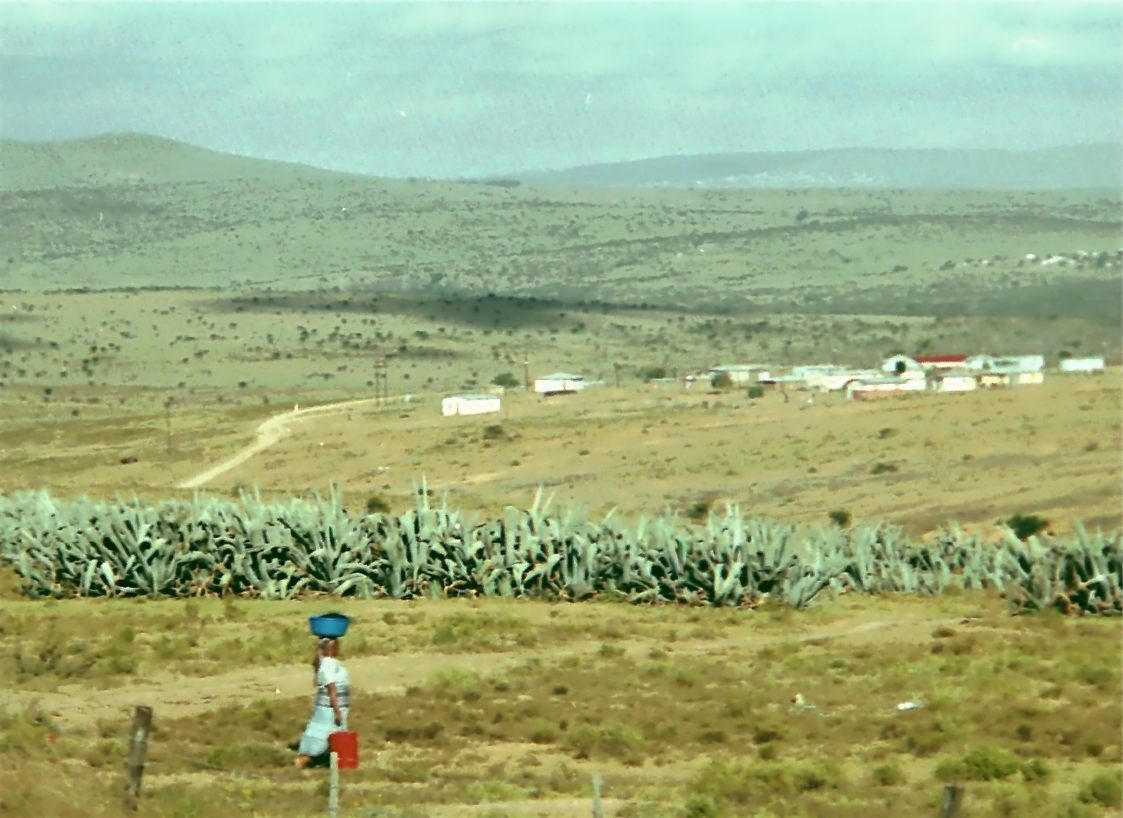
Landsbygd i Ciskei

## Politiska system
I teorin skulle bantustanerna regeras enligt afrikansk tradition och med tiden bli ekonomiskt och politiskt oberoende av Sydafrika, i varierande grad beroende på deras status som autonoma eller självständiga. I praktiken tillsatte den sydafrikanska regeringen lojala ledare för de olika bantustanerna som genom enpartisystem eller militärdiktatur förfogade över genomkorrumperade statsapparater. För att förhindra omedelbar statskollaps gav Pretoria omfattande ekonomiskt, politiskt och militärt bistånd till bantustanerna, något som också säkerställde bantustanernas ledares beroende av och lojalitet till apartheidregeringen.
Bantustanerna hade egna parlament och regeringar och de nominellt självständiga hade även egna säkerhetsstyrkor. Viss reell autonomi hade bantustanerna för en del interna angelägenheter men Sydafrika lät kraftfullt markera att man ansåg att de var i deras inflytandesfär, till exempel när Israel försökte konkurrera med South African Airways som hade monopol på flygtrafik i Ciskei.

### Internationellt erkännande
De sydafrikanska bantustanerna kategoriserades antingen som autonoma eller självständiga. Sydafrika var det enda land i världen som erkände de självständiga bantustanerna som suveräna stater men de olika självständiga bantustanerna gav också diplomatiskt erkännande till varandra. I vissa västländer fanns lobbyorganisationer som försökte pressa sina regeringar att göra detsamma. Bantustanerna i det ockuperade Sydvästafrika (Namibia) olagligförklarades av FN:s säkerhetsråd genom resolution 301 år 1971. 1975 röstade FN:s generalförsamling igenom en resolution som fördömde skapandet av bantustaner och 1976 antog Säkerhetsrådet resolution 402 som gjorde detsamma och också fördömde Sydafrikas försök att genom ekonomisk blockad förmå angränsande Lesotho att erkänna bantustanerna.
Israel, som hade mycket goda relationer med apartheidregeringen, knöt under 1980-talet inofficiella relationer med en del bantustaner, främst Ciskei vars statschef Lennox Sebe besökte landet och sände en handelsdelegation till Tel Aviv. Israeliska militärrådgivare bistod säkerhetsstyrkorna både i Ciskei och Transkei. Israeliska företagare satsade i allt större utsträckning på Ciskei där Sebe med våld lät slå ner alla missnöjesyttringar bland befolkningen. Bophuthatswana hade handelsrelationer med Israel och hela bantustanen Vendas handelskammare besökte landet 1983.
Även Taiwan investerade i bantustanerna och taiwanesiska företagare hade fabriker i bland annat Ciskei.

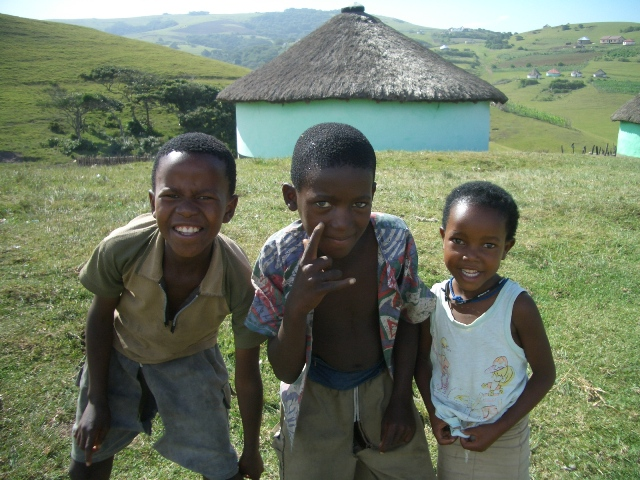
Xhosabarn i Transkei

## Ekonomi
Alla bantustaner var till största del helt beroende av den sydafrikanska regeringens stöd och de flesta utgjordes av mycket kargt landskap. Detta bidrog till svårigheter att odla och de flesta invånare tvingades söka jobb som gästarbetare i det "vita Sydafrika" till extremt låga löner för att få någon inkomst, exempelvis som gruvarbetare. Områdena som tillhörde de olika bantustanerna var ofta små enklaver runt omkring i landet och inte territoriellt sammanhängande. Fungerande infrastruktur saknades i regel vilket förvärrade den ekonomiska situationen och av det bistånd som apartheidregeringen bidrog med tillföll knappt något bantustanernas befolkning på grund av extrem korruption. Regeringen i Pretoria försökte marknadsföra bantustanerna internationellt för att locka dit investerare och därmed internationellt erkännande.
För vita sydafrikaner var de olika bantustanerna lockande semestermål. I Bophuthatswana fanns ett stort kasino (Sun City), som lockade många vita spelare från Sydafrika. Eftersom exempelvis hasardspel och striptease var förbjudna i Sydafrika av moralskäl åkte många vita till bantustaner där detta var lagligt. Många bantustaner satsade på att attrahera turister för att locka till sig kapital.

## Lista över bantustaner

### Sydafrika
Det fanns i Sydafrika tio hemländer varav fyra formellt självständiga och resten autonoma.
Självständiga bantustaner, folkgrupp i parentes:
- Transkei (Xhosa). Förklarad självständig 26 oktober 1976
- Bophuthatswana (Tswana). Förklarad självständig 6 december 1977
- Venda (Venda). Förklarad självständig 13 september 1979
- Ciskei (Xhosa). Förklarad självständig 4 december 1981

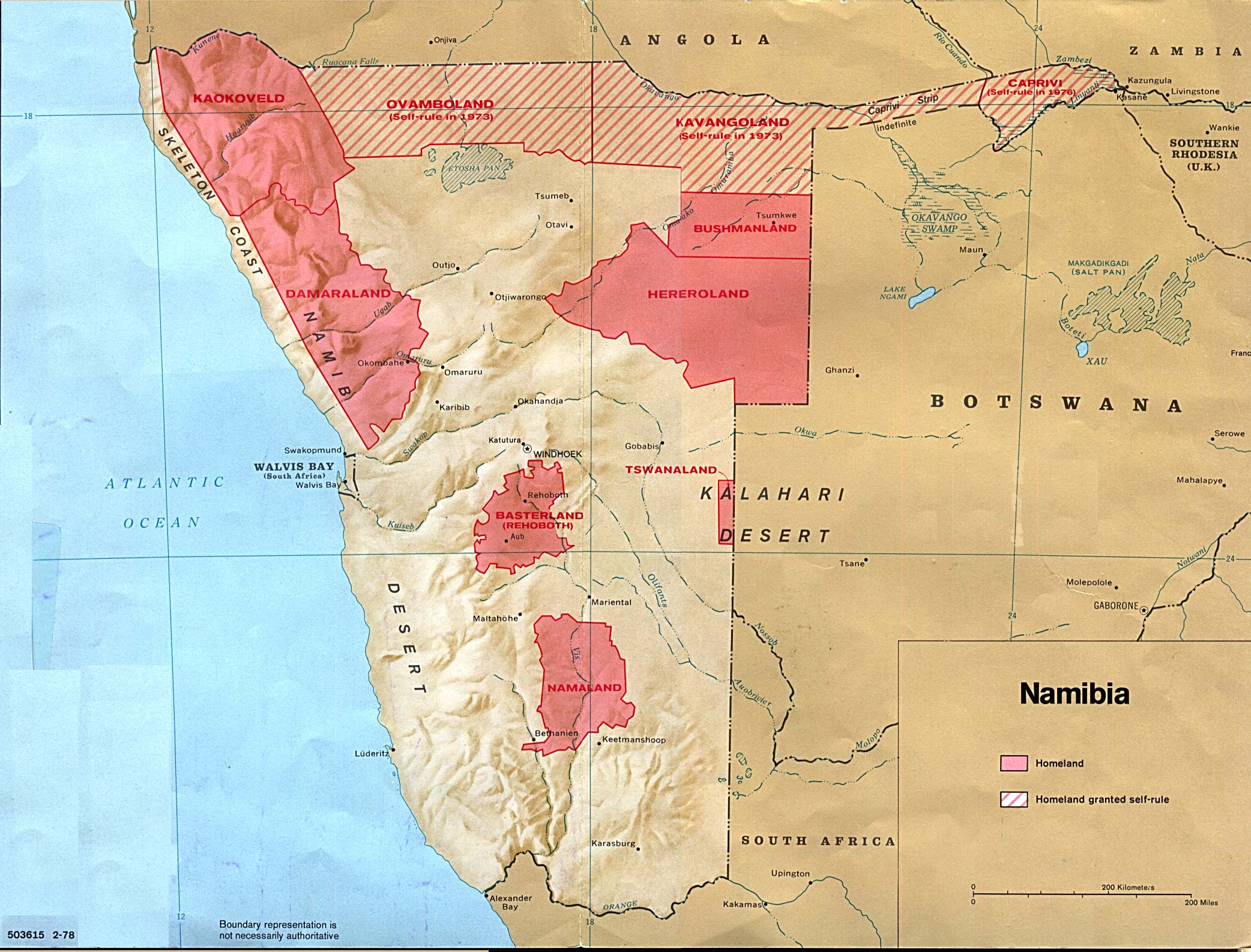
Karta över Sydvästafrikas bantustaner.

Autonoma bantustaner:
- Gazankulu (Tsonga/Shangaan)
- KaNgwane (Swazi)
- KwaNdebele (Ndebele)
- KwaZulu (Zulu)
- Lebowa (Sotho)
- QwaQwa (Sotho)

### Sydvästafrika
I sydafrikanskt kontrollerade Sydvästafrika infördes bantustansystemet år 1968. Bantustanerna i Sydvästafrika avskaffades år 1989. Av tio erhöll fyra nominellt självstyre.
- Bushmanland
- Damaraland
- Ostcaprivi (självstyre 1976)
- Hereroland (självstyre 1970)
- Kaokoland
- Kavangoland (självstyre 1973)
- Namaland
- Ovamboland (självstyre 1973)
- Rehoboth
- Tswanaland